# Kaho Minagawa
Kaho Minagawa (皆川 夏穂?, Minagawa Kaho; Chiba, 20 agosto 1997) è una ginnasta giapponese.

## Biografia
Minagawa ha debuttato a livello internazionale partecipando ai campionati mondiali di Kiev 2013, finendo al 36º posto nelle qualificazioni del concorso individuale. L'anno dopo ha preso parte ai Giochi asiatici di Incheon 2014 finendo sesta nell'all-around. Nel 2015 vince le sue prime medaglie conquistando due bronzi ai campionati asiatici nelle clavette e nel nastro.
Disputa le Olimpiadi di Rio de Janeiro 2016 posizionandosi al 16º posto (68.523 punti) nelle qualificazioni del concorso individuale, non riuscendo ad accedere alla finale.
Il 2017 è l'anno della sua ascesa nel panorama internazionale: da vicecampionessa asiatica si presenta ai Giochi mondiali di Breslavia 2017 raggiungendo le finali del cerchio e del nastro, ma è ai Mondiali di Pesaro 2017 che ottiene la sua prima prestigiosa affermazione guadagnando la medaglia di bronzo nel cerchio dietro le gemelle russe Averina. Nella stessa edizione dei campionati mondiali ottiene inoltre un ottimo quinto posto nel concorso individuale, oltre a raggiungere anche la finale della palla.

## Palmarès
- Campionati mondiali di ginnastica ritmica

Pesaro 2017: bronzo nel cerchio.